# Remijia physophora
Remijia physophora är en måreväxtart som beskrevs av George Bentham och Karl Moritz Schumann. Remijia physophora ingår i släktet Remijia och familjen måreväxter. Inga underarter finns listade i Catalogue of Life.